# John Illsley
John Edward Illsley (Leicester, 24 giugno 1949) è un bassista e cantautore britannico, fondatore del gruppo rock Dire Straits.
Fu David Knopfler a presentarlo al fratello Mark, leader della band. Illsley è stato molto apprezzato tanto dalla critica quanto dal pubblico in virtù della sua ottima preparazione tecnica.
Durante l'attività dei Dire Straits pubblicò anche due album da solista con scarso successo: nel primo, intitolato Never Told a Soul (1984), sono evidenti le influenze della rock band inglese; Glass del 1988 è invece più originale. In entrambi i lavori compare Mark Knopfler alla chitarra.
A partire dal 1995 si è occupato prevalentemente di pittura (vendendo i propri quadri tramite internet), senza comunque rinunciare a riprendere il basso per qualche session con amici: nel 2002 Illsley suonò con Mark Knopfler in una serie di concerti di beneficenza, mentre nel 2006 prese parte al tour del gruppo folk irlandese dei Cunla. Quest'ultima esperienza fruttò l'album Live in Les Baux de Provence (2007). Fu l'incipit per una nuova carriera musicale: la collaborazione con Greg Pearle portò infatti l'anno successivo ad un nuovo album di inediti dal titolo Beautiful You (in cui Illsley suona anche la chitarra). Si tratta di un preludio di una nuova carriera solista che porterà a cinque album successivi, Streets of Heaven nel 2010, Testing the Water nel 2014, Long Shadows nel 2016 Coming up for Air nel 2019, VIII nel 2022.

## Discografia (da solista)

### Album in studio
- 1984 - Never Told a Soul
- 1988 - Glass
- 2008 - Beautiful You (con Greg Pearle)
- 2010 - Streets of Heaven
- 2014 - Testing the Water
- 2016 - Long Shadows
- 2019 - Coming up for Air
- 2022 - VIII

### Album dal vivo
- 2007 - Live in Les Baux de Provence (con i Cunla e Greg Pearle)
- 2014 - Live in London